# Полудень. XXI століття
"Полудень. ХХІ століття"(рос. "Полдень. ХХІ век")  - російський альманах літературної фантастики, який видавався з травня 2002 по січень 2013 року

## Історія видання
Перший номер альманаху (головний редактор і засновник - Борис Стругацький) вийшов у травні 2003 року. Це був (товстий) літературний журнал, присвячений російській фантастиці. Про концепцію журналу головний редактор в інтерв'ю журналу "Реальність фантастики" зазначав:
Журнал виходив один раз у два місяці. Названий за аналогією з назвою повісті "Полудень. ХХІІ століття" братів Стругацьких. Журнал виходив у Санкт-Петербурзі. Відповідальним секретарем був Микола Романецький.  До редакції входили Михайло Успенський, В'ячеслав Рибаков, Андрій Лазарчук, Євген  Лукін, Сергій Лук'яненко.  Альманах мав кілька рубрик  "Історії, образи, фантазії", "Особистості, ідеї, думки".  У травні 2007 року видання змінило формат і періодичність.  Альманах виходив щомісяця, мав нову рубрику "Класики фантастики", появився у продажі в книжкових магазинах. Після смерті Бориса Стругацького в лютому 2013 року  випуск альманаху призупинено.

## Автори альманаху
В альманасі "Полудень. ХХІ століття" друкували  твори С.Вітицький, Олександр  Бачило, Кир Буличов, Дмитро Биков, Андрій Лазарчук, Сергій Лук'яненко, Олександр  Зорич,  Святослав  Логінов, Олег Бистров, Леонід Соколов, Юрій Окунєв та інші.

## Електронний варіант журналу
З грудня 2013 року   виходить електронний журнал "Полудень", який продовжує традиції альманаху "Полудень. ХХІ століття".  Головний редактор - Микола Романецький.   